# Philip av Holstein-Gottorp
Philip av Holstein-Gottorp, född 10 augusti 1570, död 18 oktober 1590, var andre son till Adolf av Holstein-Gottorp och Christine av Hessen-Kassel. Redan som sjuttonåring var han hertig av den gottorpska delen i hertigdömena Schleswig och Holstein. Men han avled redan 1590 och efterträddes av brodern Johan Adolf av Holstein-Gottorp.